# Mistrzostwa Świata w Kolarstwie Górskim 1996
7. Mistrzostwa Świata w Kolarstwie Górskim – zawody sportowe, które odbyły się w dniach 20–23 września 1996 roku w australijskim Cairns. Rozegrano cztery konkurencje: cross-country i downhill, zarówno dla kobiet, jak i mężczyzn. Po raz pierwszy rozegrano zawody w: cross-country U-23 mężczyzn, juniorek oraz juniorów oraz downhillu juniorek i juniorów.

## Wyniki
| Konkurencja:        | Złoto:                 | Srebro:         | Brąz:                |
| Cross country       |                        |                 |                      |
| mężczyźni           | Thomas Frischknecht    | Rune Høydahl    | Hubert Pallhuber     |
| kobiety             | Alison Sydor           | Ruthie Matthes  | Maria Paola Turcutto |
| mężczyźni do lat 23 | Dario Acquaroli        | Miguel Martinez | Cadel Evans          |
| juniorzy            | José Antonio Hermida   | Mickaël Reynaud | Håkon Austad         |
| juniorki            | Helena Eriksson        | Emilie Öhrstig  | Sonja Morf           |
| Downhill            |                        |                 |                      |
| mężczyźni           | Nicolas Vouilloz       | Shaun Palmer    | Bas de Bever         |
| kobiety             | Anne-Caroline Chausson | Leigh Donovan   | Missy Giove          |
| juniorzy            | Andy Bueler            | Cédric Gracia   | Maxime Gardella      |
| juniorki            | Nolvenn Le Caer        | Sabrina Jonnier | Sari Jorgensen       |

## Tabela medalowa
| Miejsce | Państwo           |   |   |   | Razem |
| ------- | ----------------- | - | - | - | ----- |
| 1.      | Francja           | 3 | 4 | 1 | 8     |
| 2.      | Szwajcaria        | 2 | 0 | 2 | 1     |
| 3.      | Szwecja           | 1 | 1 | 0 | 2     |
| 4.      | Włochy            | 1 | 0 | 2 | 3     |
| 5.      | Hiszpania         | 1 | 0 | 0 | 1     |
|         | Kanada            | 1 | 0 | 0 | 1     |
| 7.      | Stany Zjednoczone | 0 | 3 | 1 | 4     |
| 8.      | Norwegia          | 0 | 1 | 1 | 2     |
| 9.      | Australia         | 0 | 0 | 1 | 1     |
|         | Holandia          | 0 | 0 | 1 | 1     |